# Alban Lafont
Alban Lafont (Ouagadougou, 1999. január 23. –) Burkina Fasói születésű korosztályos francia válogatott labdarúgó, a Nantes játékosa kölcsönben a Fiorentina csapatától.

## Pályafutása

### Klubcsapatban
Kilencéves korában Franciaországba költözött a családjával, és 2014-ig az AS Lattoise együttesében amatőr szinten szerepelt, de pályafutása elején még támadó középpályásként pallérozódott. 2014-ben már kapusként figyelt fel rá a Toulouse együttese és szerződtette.

### Toulouse
2015. november 28-án Dominique Arribagé kezdőként küldte a kapuba az OGC Nice elleni bajnokin, ezzel 16 évesen és 310 naposan be is mutatkozott a francia együttes felnőtt csapatában, ő lett a Ligue 1 történetének legfiatalabb kapusa. Mickaël Landreau rekordját döntötte meg. Első két mérkőzését kapott gól nélkül hozta le, a szezonban 24 alkalommal lépett pályára a kapott gól nélküli teljesítményét még hat alkalommal tudta megismételni. 2016. június 3
-án 2020-ig szóló szerződést írt alá a klubbal.
Október 26-án a ligakupában az Auxerre ellen mutatkozott be. 2017. január 8-án a kupában is debütált, a Marseille ellen elvesztett mérkőzésen.

### Fiorentina
2018. július 2-án öt évre szerződtette az Série A-ban szereplő firenzei együttes.

### Nantes
A Fiorentina csapatánál elvesztette helyét Bartłomiej Drągowskival szemben ezért 2019. január 29-én két évre kölcsönbe került a Nantes csapatához, ahol 7 millió eurós opciós jogot szereztek rá.

### A válogatottban
A francia U16-os és a francia U17-es labdarúgó-válogatottban is szerepelt és csapatkapitány is volt. 2017. március 25-én mutatkozott be az U20-asok között az angolok ellen. Bekerült a 2017-es U20-as labdarúgó-világbajnokságra utazó keretbe.

## Statisztika
2020. március 7-i állapotnak megfelelően.
| Klub       | Szezon   | Bajnokság | Bajnokság | Bajnokság | Kupa  | Kupa  | Ligakupa | Ligakupa | Nemzetközi | Nemzetközi | Egyéb | Egyéb | Összesen | Összesen |
| Klub       | Szezon   | Osztály   | Mérk.     | Gólok     | Mérk. | Gólok | Mérk.    | Gólok    | Mérk.      | Gólok      | Mérk. | Gólok | Mérk.    | Gólok    |
| ---------- | -------- | --------- | --------- | --------- | ----- | ----- | -------- | -------- | ---------- | ---------- | ----- | ----- | -------- | -------- |
| Toulouse   | 2015–16  | Ligue 1   | 24        | 0         | 0     | 0     | 0        | 0        | —          | —          | —     | —     | 24       | 0        |
| Toulouse   | 2016–17  | Ligue 1   | 36        | 0         | 1     | 0     | 1        | 0        | —          | —          | —     | —     | 38       | 0        |
| Toulouse   | 2017–18  | Ligue 1   | 38        | 0         | 1     | 0     | 3        | 0        | —          | —          | 2     | 0     | 44       | 0        |
| Toulouse   | Összesen | Összesen  | 98        | 0         | 2     | 0     | 4        | 0        | 0          | 0          | 2     | 0     | 106      | 0        |
| Fiorentina | 2018–19  | Serie A   | 34        | 0         | 4     | 0     | —        | —        | —          | —          | —     | —     | 38       | 0        |
| Nantes     | 2019–20  | Ligue 1   | 27        | 0         | 2     | 0     | 0        | 0        | –          | –          | –     | –     | 29       | 0        |
| Összesen   | Összesen | Összesen  | 159       | 0         | 8     | 0     | 4        | 0        | 0          | 0          | 2     | 0     | 173      | 0        |

1 Beleértve a  Coupe de France, Coupe de la Ligue és a Coppa Italia mérkőzéseket.